# Erik Ring
Erik Ring es un deportista alemán que compitió para la RFA en remo. Ganó tres medallas en el Campeonato Mundial de Remo entre los años 1987 y 1989.

## Palmarés internacional
| Campeonato Mundial | Campeonato Mundial     | Campeonato Mundial | Campeonato Mundial        |
| Año                | Lugar                  | Medalla            | Prueba                    |
| ------------------ | ---------------------- | ------------------ | ------------------------- |
| 1987               | Copenhague (Dinamarca) | Medalla de oro     | Cuatro sin timonel ligero |
| 1988               | Milán (Italia)         | Medalla de bronce  | Cuatro sin timonel ligero |
| 1989               | Bled (Yugoslavia)      | Medalla de bronce  | Ocho con timonel ligero   |